# Franz Karl Mertens
Franz Karl Mertens (o Franz Carl Mertens, 3 de abril de 1764, Bielefeld-19 de junio de 1831, Bremen) fue un botánico y algólogo alemán, padre de Karl Heinrich Mertens (1796-1830), botánico por l'Imperio ruso.

## Biografía
Su padre, Clamor Mertens, fue de origen noble pero pobre. Franz estudió teología y lenguas en la Universidad de Halle y obtuvo un puesto en la Escuela Politécnica de Bremen. En su tiempo libre se consagró a su pasión, la Botánica. Gracias a un amigo común, se encuentra con el botánico Albrecht Wilhelm Roth (1757-1834) de la ciudad de Oldenburgo. Los dos viajan juntos y Mertens se especializa en algas. De esas expediciones, Mertens describe varias especies de algas. Trabajó ilustrando el Vol. 3 del libro de Roth Catalecta botanica. Con el profesor de Erlangen Wilhelm Daniel Joseph Koch (1771–1849), editan Deutschlands flora, un tratado de cinco volúmenes de la flora germana.

## Honores
El género Mertensia de la familia de las boragináceas se nombró en su honor.
- La abreviatura «Mert.» se emplea para indicar a Franz Karl Mertens como autoridad en la descripción y clasificación científica de los vegetales.[1]

## Fuente
- Instituto Hunt